# レソトの言語
南部アフリカにあるレソトには、フティ語、ソト語、コサ語、ズールー語、英語といった幾つかの言語が存在し、英語以外は全てニジェール・コンゴ語族に属する。

## 国語と公用語
南バントゥー諸語のソト語（あるいは南ソト語）はレソトの国語であり、ソト族のほとんどに話されている。1966年9月12日に、レソトの国民議会で可決された国語および公用語法案によって国語として認定され、ソト語と英語が公用語として確立された。国の言語政策がバイリンガルを促進し、レソト憲法Chapter1に曰く、以下の通り。
ソト語は、90%以上の人々の第一言語であり、日々のスピーチで、コミュニケーションの手段として広く使われている。政治、宗教、マスメディアでソト語の使用が増加しているものの、英語が、政府や行政のような公式の意思疎通の言語として確保されている。
子供の初等教育は、最初の4年間はソト語で行われるが、初等学校の5年次から教授言語として英語が使われる。英語の能力は、亜大陸での教育的、政治的、社会的、経済的な取引にとって特に重要であり、レソト国内や海外での就職を促進する。ソト族の子供が英語を読み、話し、書くことを確実に学ぶように努力がされているが、ソト族の多くは基礎的な初等教育だけを完了して、ソト語だけのモノリンガルのままである。

## 少数言語と原住民語
ソト族の少数派は、1993年の時点で248,000人ほどと推定され、南アフリカ共和国の11の公用語の1つであるズールー語を話す。ングニ諸語のフティ語は南アフリカ共和国とエスワティニの公用語であるスワジ語に密接に関連しており、2002年の時点でソト族43,000人に話されている。もう1つのングニ諸語で南アフリカ共和国の公用語のコサ語はレソトで18,000人に話されている。一般的に、これらの少数言語の話者はソト語も話す。
南アフリカ共和国やナミビアで主に話されているアフリカーンス語は、移民の言語である。

## 備考

### 引用
1. 1 2  “Lesotho”. Encyclopædia Britannica. 2010. 2021年4月1日閲覧.
2. ↑  Dalby 2004, p. 576.
3. ↑  Deprez, Du Plessis & Teck 2001, p. 175.
4. ↑  Rosenberg, Weisfelder & Frisbie-Fulton 2005, p. 319.
5. ↑  Legère, Fitchat & Akindele 2002, p. 109.
6. ↑  “The Constitution of Lesotho” (PDF). ACE Electoral Knowledge Network (1993年). 2021年4月1日閲覧。
7. ↑  Baker & Prys Jones 1998, p. 270.
8. 1 2  Baker & Prys Jones 1998, p. 315.
9. ↑  Baker & Prys Jones 1998, pp. 270, 361.
10. 1 2 3 4  Baker & Prys Jones 1998, p. 361.
11. ↑  “Basic Facts”. The Embassy of the Kingdom of Lesotho – Tokyo, Japan. 2017年4月27日時点のオリジナルよりアーカイブ。2021年4月1日閲覧。
12. ↑  Legère, Fitchat & Akindele 2002, p. 114.
13. ↑  Webb 1995, p. 96.
14. 1 2 3 4  Lewis 2009, Lesotho Archived 2011-07-04 at the Wayback Machine. at Ethnologue. Retrieved 1 April 2021.